# Pintura románica en Cataluña
A lo largo del último tercio del siglo XX los nuevos hallazgos de pinturas románicas en Cataluña y el estudio de las mismas vinieron a dar soluciones positivas sobre cronología, autores y estilo. Son dignas de mención las pinturas o miniaturas que completan la obra de los manuscritos que se desarrollaron en los numerosos escritorios (scripta) del siglo XI, aunque la gran mayoría se perdió con el transcurrir de los años. Más importante son las múltiples pinturas sobre tabla que han llegado hasta nuestros días con bastante integridad y que compone un gran número de obras.

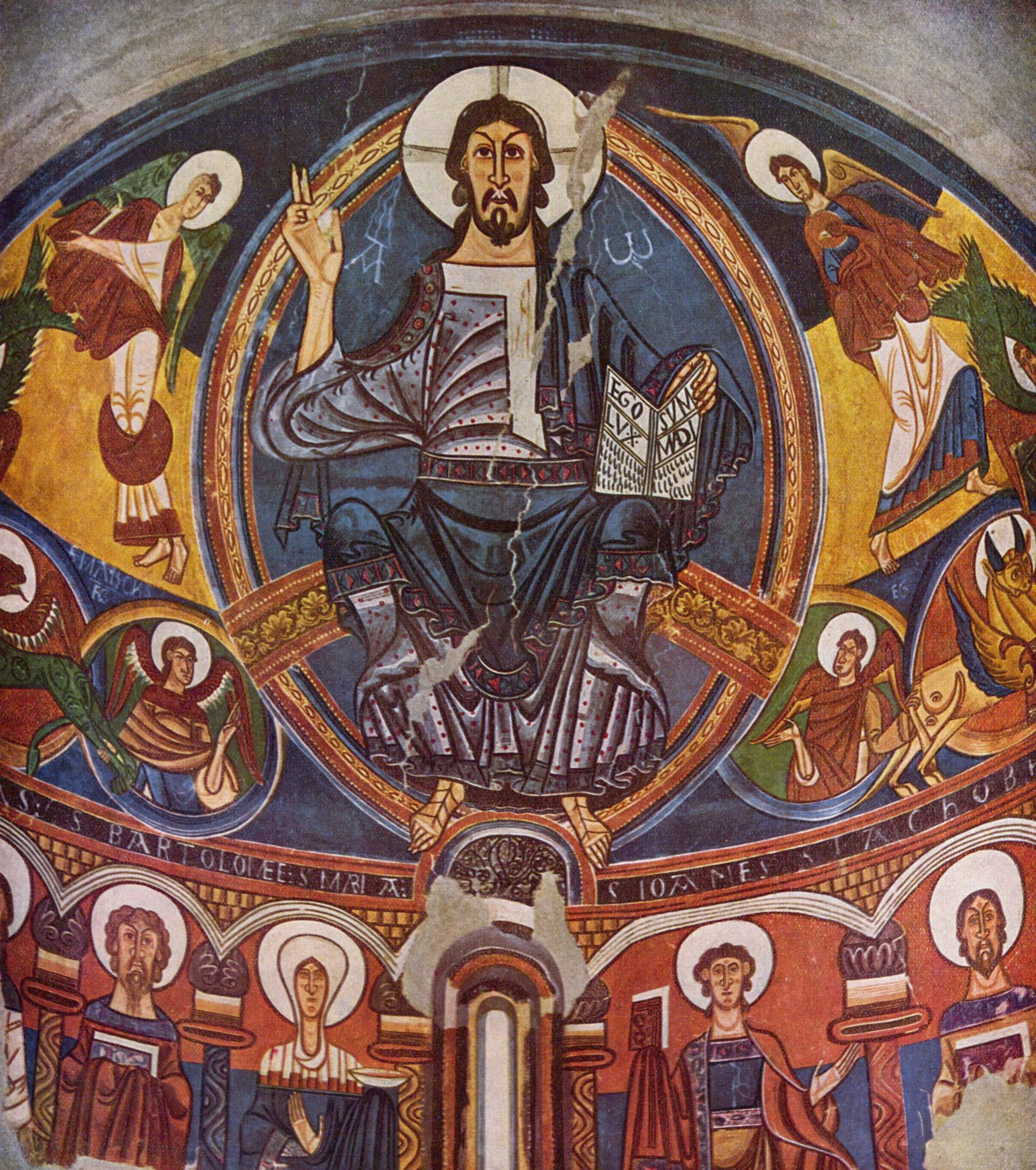
Pantocrátor rodeado por la mandorla, del Maestro de Taüll, en el Ábside de Sant Climent de Taüll.

## Miniaturas delsigloXI
Fueron muy numerosos en época románica en Cataluña los escritorios o scripta de las catedrales y monasterios, donde se elaboraban los códices iluminados con miniaturas, muchos de ellos conservados en las bibliotecas episcopales de Gerona y Seo de Urgel.
Los códices más antiguos muestran en sus miniaturas un estilo con influencias de tradición autóctona, carolingia y mozárabe. El códice catalán más antiguo de que se tiene noticia es el Liber Iudicum iluminado por el barcelonés Iudex Homobonus en 1012. Los dibujos son temas de lazo. Existen además un evangeliario muy antiguo (de alrededor del año 1000) de la catedral de Gerona con miniaturas realizadas a tinta plana que serán el antecedente de un estilo que va a perdurar hasta comienzos del siglo XIII.

### El escritorio del monasterio de Ripoll
El monasterio de Ripoll fue un foco cultural importantísimo que alcanzó su gran desarrollo en los tiempos del abad Oliba. Anteriormente con el abad Arnulfo (948-974) se había creado un escritorio propio donde trabajaron los iluminadores que llegaron a formar una verdadera escuela. A la muerte del abad Oliba (1048) la biblioteca del monasterio contaba con 240 códices iluminados en el escritorio del propio monasterio. Muchas obras se han perdido pero las que quedan pueden dar idea y buen ejemplo de lo que fue aquel taller de miniaturistas.
Obras
- Compendio de Geografía física y astronómica de 1055 iluminado con 42 miniaturas.[2]
- Biblia en cuatro volúmenes en folio cuyo propietario era el monasterio de San Pedro de Roda.[3]
- Biblia de la Biblioteca Vaticana cuyas miniaturas están tan relacionadas con los relieves de la portada del monasterio de Ripoll que permitieron establecer y demostrar el origen ripollés del códice.

Los dibujos de estas dos biblias son de trazo de pluma limpio y sin vacilaciones. Las figuras siguen un ciclo narrativo sin elementos adicionales aunque en ocasiones se dibujan algunos objetos necesarios, como instrumentos o muebles, incluso a veces se da un apoyo arquitectónico. Las miniaturas de estos dos códices fueron ejecutadas por varios artistas que aportaron influencias muy diversas; esto hace pensar que el tiempo de realización debió ser bastante prolongado.
- Liber Beati Gregorii in Ezechiel y un tratado de De locis sanctis, guardados en el Archivo de la Corona de Aragón.

### El escritorio de la catedral de Gerona
Los códices miniados procedentes de esta catedral son del mismo estilo que los anteriores. En el libro de las Homilías del venerable Beda de San Feliu de Gerona pueden verse miniaturas de gran vivacidad y otras de influencia francesa. De este escritorio procede un Beato ilustrado con 106 grandes miniaturas que se guarda en la Biblioteca Nacional de Turín. La fecha de realización es hacia 1100.

### Gran centro cultural de Cuixá
El monasterio benedictino de San Miguel de Cuixá fue en la Edad Media el gran centro cultural de la Cataluña de los Pirineos. Este monasterio fue víctima de guerras y expoliciones que le redujeron a una casi total ruina. Desapareció también su gran biblioteca que en el año 1000 era ya digna de consideración. Quedan algunas reliquias en el archivo de Perpiñán, como el Evangeliario miniado con escenas a toda página adornadas con decoración de tradición carolingia.

## Pinturas murales
Son las pinturas al fresco o al temple que se realizaron en las iglesias durante los siglos XI y XII, en los muros, ábsides, columnas y arcos. El comienzo de la realización de estas pinturas se sitúa a finales del siglo XI. En estos años llegaron a Cataluña grupos de artistas de corriente italo-bizantina que dejaron sus trabajos por amplias zonas donde las autoridades eclesiásticas y políticas favorecieron la cultura y el desarrollo artístico y donde se estaba llevando a cabo la construcción y reconstrucción de muchos templos, de ahí el carácter itinerante de los artistas cuyas obras anónimas son un exponente de originalidad, personalidad y carácter, como cita José Pijoán cuando las describe:

La belleza de los mejores frescos catalanes es imponderable. Podemos asegurar que su aparición representa un verdadero acrecentamiento en el tesoro artístico de la Humanidad.

La mayoría de estas pinturas se encontraron después de la restauración de las iglesias, escondidas en los ábsides detrás de los retablos añadidos en épocas posteriores. Otras estaban a la vista decorando los muros laterales o bien ocultas tras la capas de cal con que blanquearon las iglesias en el Renacimiento. Los temas están distribuidos sistemáticamente, según el lugar en que eran realizados. Así los ábsides recibían siempre la escena del Pantocrátor con sus acompañantes de rigor: Tetramorfos, Ancianos, Arcángeles, Serafines, y debajo el Apostolado con la Virgen y el Niño, y a veces también Caín y Abel y los Reyes Magos. En los muros laterales se pintaban escenas del santoral correspondiente a cada iglesia; en el muro de los pies, ya cerca de la salida del templo se repetía la narración del Juicio Final como prevención de los males que pudieran acechar en el exterior del edificio.
La pintura románica en Cataluña más representativa está en los murales de las iglesias del Valle de Boí, sin olvidar la gran importancia que tiene la pintura en tabla y la pintura de algunos frontales de altar conservados. Dentro de la pintura encontrada en el valle de Boí se considera como la más antigua la de la iglesia de San Juan de Boí. El tema discurre sobre la lapidación del primer mártir del cristianismo, San Esteban. Las pinturas murales de las iglesias de Taüll son un claro ejemplo del gran valor artístico que llegaron a tener estas obras románicas de Cataluña.
En la segunda mitad del siglo XII aparecen otras pinturas con sus correspondientes maestros. Las pinturas del ábside de la iglesia de Santa María de Castell de Mur son de influencia bizantina, como las anteriores. Su autor es conocido como el Maestro de Mur. El tema del Pantocrátor con el Tetramorfos está acompañado en este caso por las siete lámparas símbolo de las siete iglesias. En el muro puede verse un apostolado y en el zócalo el tema del Nacimiento de Jesús.

### Antecedentes
En las tres iglesias románicas de Tarrasa se conserva un grupo importante de pinturas arcaicas. Son pinturas inspiradas en las miniaturas de los manuscritos, sin pretensiones artísticas, realizadas solo por el gusto de ilustrar y narrar acontecimientos religiosos. Su ejecución es rápida, al fresco o al temple con pigmentos de muy mala calidad en la mayoría de los casos.
Las pinturas de la iglesia de Santa María cubren la bóveda de la cabecera representando una serie de iconografías que no han llegado a identificarse. Las pinturas de san Pedro están peor conservadas; muestran las imágenes de Jesús, Pedro y el Tetramorfos. Están pintadas a modo de retablo sobre las paredes que cierran el ábside mayor. En el ábside de la cripta de la capilla de san Miguel hay un mural dedicado a la Ascensión. Los colores empleados se reducen al negro, ocre y almagre. Están datadas del siglo XI.
Técnicas
Los artistas seguían la técnica de pintar al fresco las masas de colores y las figuras principales. A continuación remataban al temple y creaban los elementos lineales con negro. Se adaptaban perfectamente a los espacios, ya fueran bóvedas, arcos, frisos o columnas. El estilo es hierático y se repite continuamente. El modelado se obtiene por los matices tonales y la división de franjas, los plegados de los ropajes, etc. Son artistas que demuestran un gran dominio del dibujo; será precisamente el dibujo lo que va a permitir distinguir unos maestros de otros.
Temas
Los temas se refieren a pasajes del Nuevo Testamento y vidas de santos y sobre todo a la figura del Pantocrátor con los símbolos evangelistas. También aparece la Virgen, el Cordero apocalíptico y la Mano que bendice, todo ello acompañado casi siempre de ángeles, querubines y serafines en versión apocalíptica.
Otro grupo de murales arcaicos es el procedente de San Quirico de Pedret, pinturas descubiertas por casualidad pues estaban tapadas por otras del siglo XII que fueron extraídas para llevarlas al museo MNAC. Las escenas representadas se refieren tal vez a la cruzada contra Barbastro en 1061. Los colores son rojos, amarillos y negros con fondo blanco.
En este ciclo arcaico se integraron también las pinturas halladas en Olèrdola, en la pequeña ermita circular del Santo Sepulcro, de 1060. En el templo de Sant Ponç de Corbera se conservan unos mínimos vestigios. El hallazgo más reciente es el de los restos de pinturas encontrados en la primitiva fachada del monasterio de Ripoll, en los huecos que dejaron al colocar los relieves de piedra del siglo XII.

## Maestros pintores de los siglosXIyXII
Se ignora el nombre auténtico de estos artistas, por lo que los historiadores han recurrido al apodo derivado de la procedencia de su obra más significativa. A veces un solo apelativo se refiere tanto al jefe de taller como a sus colaboradores.
- Maestro de Pedret. Así llaman los historiadores al pintor de murales románicos de Cataluña cuya principal obra se da en la iglesia románica de San Quirico de Pedret. Este autor es el que mayor número de obras dejó en Cataluña.

- El maestro de Urgel, de la primera mitad del siglo XII, está considerado como uno de los mejores en el arte de la pintura mural; es el autor del los frescos de estilo italo-bizantino de la antigua iglesia de Sant Pere que está pegada al claustro de la catedral de Urgel.[9]
- El maestro de Esterri de Cardos, cuyas pinturas del ábside se encuentran también en el museo de Barcelona está considerado de segunda fila con relación a los demás; se cree que trabajó muy influenciado por el maestro de Pedret y maestros de Taüll. La representación del Pantocrátor está rodeada del Tetramorfos, acompañados de serafines turiferarios (que llevan incienso). Hay también arcángeles que portan los rótulos de

- Maestro de Boí. Es el autor de los frescos de la iglesia de San Juan de Bohí en la población del mismo nombre en el valle de Bohí. Decoró la cabecera y las naves de dicha iglesia con grandes escenas, utilizando los colores negro, blanco, rojo y ocre, recortando las figuras sobre un fondo de bandas horizontales perfiladas con líneas negras.
- Maestro de Taüll. Considerado como el más grande de los pintores de murales del siglo XII en Cataluña y también como el más importante de los pintores románicos de Europa. Su principal obra está en la de la iglesia de San Clemente de Tahull.

- Maestro del Juicio Final. De estilo arcaizante, basa su obra en las miniaturas catalanas del siglo XI. Es un artista itinerante, con estilo propio.

- Maestro de Mur. Autor de las pinturas de gran calidad del ábside central de la iglesia del Monasterio de Santa María de Mur, de 1069[10] y del ábside lateral (muy deterioradas). Estas pinturas son el único testimonio de este artista procedente de Francia y relacionado con un grupo de pintores de Poitiers.

Otros artistas afines o que salieron de los talleres donde pintaban los grandes maestros ya citados, trabajaron en distintas localidades de Cataluña, cuyas obras fueron ofrecidas al MNAC para su mejor conservación (iglesia de Sorpe, Santa Eulalia de Estaon, Esterri de Cardos y alguna más.)

### Escuela del maestro de Urgel
Se incluyen dentro de esta escuela a algunos pintores cuyos frescos muestran unas características afines y singulares.
- Maestro de Santa Coloma, que decoró las iglesias del valle de Andorra de Santa Coloma, Sant Cristòfol Anyós, Sant Miquel d'Engolasters y Sant Romà de Les Bons.
- El autor de las pinturas murales del ábside de Santa María de Ginestarre de Cardós.
- Pintor de la parroquia de Valltarga.

### Grupo del Rosellón
- Maestro de Cases Noves que pintó la pequeña iglesia de este nombre y una Crucifixión en Sant Andreu de Sureda, más el ábside de la iglesia del Priorato de Marcèvol. Este pintor sigue una línea arcaizante y en su dibujo un trazo duro.
- Maestro del Rosellón, autor de los frescos de Sant Martí de Fonollar y de Clusa.
- Los maestros que decoraron la ermita de Vals (pintura muy esquemática), la de Estavar y la iglesia de Arlés.

### Grupo de Poitiers
Dentro del grupo de pintores de Poitiers se encuentra el artista itinerante conocido como:
- Maestro de Osormort, de influencia francesa (puede que se formara en Francia), que decoró las iglesias rurales de los obispados de Vich y Gerona. Es el autor de los ábsides de San Saturnino de Osormort, San Martín de El Brull, San Juan de Bellcaire y San Esteban de Maranyà. Su técnica se adapta al fresco y al temple empleando una paleta de colores blanco, negro, ocre, almagre y tierra verde.

### Grupo de la región central de Cataluña
En la región central de Cataluña surge un pintor que al parecer residió en Vich:
- Maestro de Cardona. Es el autor de las pinturas halladas en el atrio de la iglesia del castillo de Cardona, uno de los edificios más importantes de la época del abad Oliba. Las pinturas se encontraban ocultas bajo una buena cantidad de capas de cal. Se trata de tres escenas narrativas muy bien adaptadas a las bóvedas de arista con que se cubre dicho atrio. Se aprecia la gran influencia francesa, con su trazo firme y un estilo muy particular a la hora de interpretar la figura humana, todo lo cual hace que estas pinturas sean fácilmente reconocibles. En esta región pintó además los frescos de Sant Martí Sescorts, los de la parroquia de Polinyà y los de Barberá (estos últimos aún se conservan in situ).

## Pintura sobre tabla
Durante el siglo XII comenzó una nueva etapa de evolución de la pintura románica catalana apoyada y favorecida por el poder de los condes y la organización de la Iglesia. Surgieron una serie de artistas pintores establecidos en talleres sin la necesidad de hacer un trabajo itinerante. Las obras que salieron de esos talleres fueron esencialmente, frontales de altar (llamados también antipendios) realizados sobre tabla. Los temas iconográficos son escenas narrativas sobre la Biblia y vida de santos. No se conocen fechas por lo que su estudio se ha desarrollado de acuerdo con las fórmulas estilísticas y el lugar y circunstancias donde hayan sido encontradas estas obras, que por otra parte constituyen un material abundante. Las pinturas sobre tabla encontradas en la región histórica de Cataluña Vieja representan una obra excepcional de la época medieval en Europa. Muchas se conservan en el MNAC.

### Talleres de Urgel
Se conocen (y se conservan sus obras en el museo de Barcelona,) dos artistas distintos cuyas obras reflejan el estilo de un único taller. Uno de ellos trabajó en la iglesia de Sant Martí d’Hix en el frontal de altar, en la época en que estas tierras de Cerdeña pertenecían a Cataluña; el otro trabajó en el obispado de Seo de Urgel. Los dos demuestran una técnica muy correcta tanto en la pintura de colorido brillante como en la manera de preparar las tablas.
En el mismo obispado de Urgel se distinguió otro notable pintor de frontales cuyo mejor ejemplo se guarda en el mismo museo de Barcelona; se trata del frontal llamado de los Obispos, perteneciente al Monasterio de San Saturnino de Tabérnolas, pintura de gran sensibilidad con figuras estilizadas pintadas con un colorido armonioso y de calidad. 
Otros artesanos del mismo taller hicieron sus obras para la Iglesia de Sant Joan de Caselles en el valle de Andorra y en la iglesia de Argolell. En este lugar de trabajó se pintó el baldaquino de Tost perteneciente a la iglesia de Sant Martí de Vinyoles de Portabella (Ripollés-Gerona). Se encuentra en el Museo Arqueológico Episcopal de Vich (Barcelona).

### Talleres de Vich
A la sombra de la gran prosperidad derivada del restablecimiento de la sede episcopal surgieron en toda esta zona una serie de talleres donde se elaboraron bastantes tablas para frontal de altar cuyo destino sería una serie de cenobios y parroquias pertenecientes a las comarcas repobladas de Berga, Solsona, Monserrat, Igualada, Manresa, La Segarra y la Cuenca de Barberá. Las obras que salieron de estos talleres demuestran la gran afinidad que tenían con los miniaturistas de los escritorios. Muchas de las caligrafías de las inscripciones podrían confundirse con las letras iniciales de algunos códices del siglo XI. Es muy probable que el monasterio de Ripoll tuviera junto con su escritorio un taller de pintura y de imaginería para abastecer a toda esta zona. De este taller salió el baldaquino de la Iglesia de Santa María de Ribes obra maestra del románico catalán que se conserva en el museo de Vich; en la iglesia se sustituyó por una copia del original. Su estilo tiene mucho que ver con el frontal de talla policromada de Sant Pere de Ripoll, pieza importantísima de la imaginería del siglo XII.

## Última etapa
La pintura románica catalana llegará a un final que la unirá en el siglo XIII con la pintura gótica lineal. El grupo de tablas pintadas en esta última etapa está muy influido por un bizantinismo que se puso de moda y que entró con gran fuerza en los talleres del Rosellón y de la región central de Cataluña, no así en los de Seo de Urgel o zonas pirenaicas de Lérida.
Representativo de esta época neobizantina es el frontal de Sant Genís les Fonts. Se atribuye a este mismo autor el frontal incompleto que se halla en la colección Sontang y el de la iglesia de Orellà de Conflent.
Otros maestros importantes de esta época y que dejaron obras de calidad fueron el maestro de Avià y el de Llucanès.

## Imaginería policromada
Aunque la imaginería forma parte de la escultura, puede hacerse en esta página una referencia por cuanto lleva de la colaboración de un pintor. Los imagineros y los pintores trabajaron juntos en muchos casos, consiguiendo con ello un acabado perfecto de la obra. Sin embargo es la pintura lo que menos ha soportado el paso del tiempo y los ejemplares que se conservan en los museos o están retocados o han perdido por completo su brillante policromía.